# 東京ディズニーシー・ホテルミラコスタ
東京ディズニーシー・ホテルミラコスタ（とうきょうディズニーシー・ホテルミラコスタ、Tokyo DisneySea Hotel MiraCosta）とは、東京ディズニーリゾート (TDR) にあるディズニーホテルである。ディズニーホテルとしては、ディズニーアンバサダーホテルに続き2番目に開業した。通称「ミラコスタ」。

## 概要
日本初のディズニーパーク一体型ホテルで、東京ディズニーシー (TDS) の敷地内に建っている。ミラコスタとはイタリア語で「海を眺めること」を意味する。その為、窓からTDSのパーク内が見える客室やレストランもあり、開園時は水上エンターテイメントを、閉園後や早朝の開園前の時間帯は人がいなくなったパーク内やショーのリハーサルなどを見ることができる。
最も高額な客室は「イル・マニーフィコ・スイート」で年間を通じ1泊50万円である。これは開業当時から変わっていない。ディズニーアンバサダーホテルの最高級スイート「ミッキーズ・ペントハウス・スイート」は1泊30万円であり、20万円の差をつけている。東京ディズニーランドホテルの最高級スイート「ウォルト・ディズニー・スイート」は同額の1泊50万円である。
客室は正面のハーバーに面した「ポルトパラディーゾ・サイド」、ヴェネツィアン・ゴンドラが通る運河に面した「ヴェネツィア・サイド」、東京ディズニーシーのエントランスに面した「トスカーナ・サイド」3つのいずれかに属し、料金もそれに伴って設定されている。一般的に最も眺めの良いとされるポルトパラディーゾ・サイドに、最高級スイートが集中している。
ディズニーアンバサダーホテルや東京ディズニーランドホテルには大人数の家族（最大6人）が1つの部屋に泊まれる「ファミリールーム」が備えられているが、ホテルミラコスタにはファミリールームはひとつも無く、2人〜3人部屋を基本とし、大人4人での宿泊はソファベッド等のエクストラベッドにより定員追加が可能な部屋がいくつかあるのみである。
2015年6月8日には客室の大規模なリニューアルを実施。中でも従来は最も価格設定が安かったトスカーナ・サイドの客室が全室ディズニーキャラクター色の濃い「カピターノ・ミッキー・スーペリアルーム/トリプルルーム」にリニューアルされ、最低でも5万円以上の価格設定となった。リニューアル以後は最も廉価な客室でも4万4000円以上となり、ディズニーホテルの中では最も価格設定の高いホテルとなっている。
新型コロナウイルス感染症の影響による東京ディズニーランドおよび東京ディズニーシー休園に伴い、2020年2月29日より営業内容を変更、同年4月1日より休業。同年6月30日15時より運営再開。
- 所在地： 千葉県浦安市舞浜1-13
- 開業日： 2001年9月4日
- 客室数： 502室
- 料飲施設： 4箇所
- 宴会場： 5箇所
- 所有： オリエンタルランド
- 経営・運営： ミリアルリゾートホテルズ
- 建設主： 鹿島建設

## 特徴
ホテル入館制限
他のホテルではまず見られないものであるが、ホテル内が非常に混雑している場合や特別営業日に不定期に実施される。TDSで行われる入場制限とは関係ない。宿泊やレストラン、宴会場利用などでホテルに予約がある客は入館できる。
ディズニーホテル共通の特徴
ディズニーホテル共通の宿泊者特典についてはディズニーホテルを参照のこと。
東京ディズニーシー パークエントランス・ノース 専用エントランスの利用
宿泊者は東京ディズニーシー・ディズニーランド入園に際し、開園時間の15分前にオープンする宿泊者専用エントランスを利用できる。（ハッピー15エントリーと呼ばれている）ミラコスタとアンバサダーホテルは、ディズニーシーに限りチェックイン日も利用可能。

## ホテル内施設

### サービス施設

#### ホテル&パークゲートウェイ
TDSとホテルをつなぐ出入り口。基本的に宿泊者向けの出入り口。宿泊者以外も利用可能であるが、開園前やホテル混雑時などは宿泊者専用となる。尚、パークへの入場には宿泊者でもパーク・チケットが必要になる。また、再入場の際にも再度チケットとハンドスタンプが必要になる。パーク貸し出しの物（ベビーカー、トレー等）はホテル内には持ち込めない。

#### 東京ディズニーシー・ステーション ミラコスタ専用出口
ディズニーリゾートラインの東京ディズニーシー・ステーション降車側プラットホームにミラコスタへの専用出口が設けられており、プラットホームから直接ミラコスタの連絡通路に行くことができる。

#### テルメ・ヴェネツィア
- プールとプールバー。（有料）
- スパ、屋内プール、屋外プール、フィットネスルームがある。会員制ではないが基本的には宿泊者専用であり、宿泊者以外はプールのみの利用もできない。浮き輪の利用はできないが、子供には腕に巻く浮き具の貸し出しがある。屋外プールは夏季のみの営業。スパは男女別で水着着用禁止。また期間限定で「スイム＆ダイムプラン」が実施される事もあり、各日人数限定でホテル内レストランでの食事込の料金を支払う事により宿泊者以外も利用可能である。

### 商品店舗

#### ミニリザサンドリー
雑貨・菓子・飲み物等を販売していた店舗。レジカウンター後ろの収納棚には、モナ・リザに扮したミニーマウスの肖像画が飾られていた。客室の全室禁煙化に伴い、喫煙室へ改装されるため、2011年2月を以って閉店。

#### ミッキランジェロギフト
土産物販売。ディズニーランド/ディズニーシーの一部商品を扱う他、ミラコスタオリジナルグッズの取り扱いもある。ミニリザサンドリーの閉店に伴い雑貨・菓子等の取り扱いが始まった。

### レストラン

#### ベッラヴィスタ・ラウンジ
TDSのメディテレーニアンハーバーが一望できる大きな窓のロビーラウンジ。ランチタイム、ディナータイムは120分の利用時間制限がある。ベッラヴィスタ (BELLAVISTA) はイタリア語で「美しい景色」の意。

#### オチェーアノ
- 地中海料理を提供するレストラン。ブッフェスタイルとコース料理が選べる。ランチタイム、ディナータイムは120分の利用時間制限がある。
- 店内は3つのエリアに分かれており、それぞれ貝殻（シェル/SHELL）、真珠（パール/PEARL）、海草（ケルプ/KELP）をイメージした内装になっている。オチェーアノ (OCEANO) はイタリア語で「海洋」の意。
- テラスからメディテレーニアンハーバーで行われるエンターテイメントショーを観賞できる。

#### シルクロード・ガーデン
- 広東風中華料理を提供するレストラン。
- コースメニューを注文した場合には、 隣接のレストラン「オチェーアノ」のテラスからメディテレーニアンハーバーで行われるエンターテイメントショーを観賞できる。

#### ヒッポカンピ
- テルメ・ヴェネツィア付随のプールバー。ソフトドリンクのほか、サンドウィッチなどの軽食、デザートなどを提供する。
- ヒッポカンピとはギリシャ神話に登場する空想上の半馬半魚の動物。
- 屋外プールオープン時を除き、テルメ・ヴェネツィアを利用しなくても、ヒッポカンピの利用は可能。

## 宿泊者向け基本サービス
細かなサービスは随時変更されるため掲載しないが、以下のサービスが宿泊者向け基本サービスになる。
ドア・ベルサービス
24時間体制でサービスを行っている。ドアマンは駐車場入り口、ホテル正面口にて荷物の受け渡しやホテル周辺情報の提供を行っている。ベルサービスはホテル内のカウンターにて荷物の預け入れや引き渡し、チェックイン・アウトの手伝い、車椅子の貸し出し（台数制限あり）、成田・羽田空港行きリムジンバスの手配、各種情報提供を行っている。
ルームサービス（有料）
7時から24時まで行っている。
サービスホットライン
客室から電話1本で全ての事を解決できるように、番号ボタンのほかにサービスホットラインのボタンが開設されている。基本的な質問、ルームサービスのオーダー、客室内の不具合、苦情等を一手に引き受けている。また転送が必要な場合でも、東京ディズニーリゾート内であれば行っている。
フロントデスク
チェックイン・アウト、ルームキー作成、切手販売、両替、コピー（有料）、FAX（有料）、セーフティールーム・金庫室（無料）などを行っている。
宅配サービス（有料）
通常の宅配サービス。日本通運が受託運営している。
エクスプレス・チェックアウト
クレジットカードで宿泊料金などを支払う場合、チェックアウト時にフロントデスクに立ち寄ることなく出発できる。チェックイン時にクレジットカードの登録と申込書の記入が必要。

### 宿泊者向け期間限定サービス
ハッピー15エントリー
通常の営業開始時間より早くTDLまたはTDSの一部に入園することができるサービス。
ブレックファスト・クルーズ
2003年7月18日から8月31日に開催した。
パークオープン前にディズニーシー・トランジットスチーマーラインを利用してクルーズと朝食が楽しめた。

## 結婚式
館内にチャペル・ミラコスタと呼ばれる挙式を執り行う施設があり、挙式が行われた際には鐘が鳴らされる。この鐘の音は東京ディズニーシーのパーク内であるメディテレーニアンハーバーでも聞くことができる。
ホテルミラコスタの開業から結婚式の開催は行われているが、開業から14年弱となる2015年8月9日には累計挙式数が1万組に達した。
ホテルミラコスタで式を挙げた場合の特典として、以下のような有料オプションがある。
セレナータ・イン・ヴェネチアン・ゴンドラ
チャペル・ミラコスタから新郎新婦および参列者が東京ディズニーシーのパーク内を徒歩でパレードし、新郎新婦は専用のヴェネツィアン･ゴンドラに乗って、ヴェネツィアン･ゴンドラの航路を一周する。
フォトグラーフィア・イン・メディテレーニアンハーバー
2015年から追加されたオプション。開園前の東京ディズニーシーで新郎新婦のスナップ写真の撮影が行える。